# Øster Ulslev
Øster Ulslev is een plaats in de Deense regio Seeland, gemeente Guldborgsund. De plaats telt 294 inwoners (2015).
- Virtual International Authority File: 141782530